# Харакопіг скіфський
Харакопіг скіфський (Characopygus scythicus) — вид комах з родини Cephidae.

## Морфологічні ознаки
Тіло чорне. Жвали, більша частина ніг та вершина черевця мають помаранчевий або жовтий малюнок. Довжина тіла — 7,5-8 мм.

## Поширення
Південний степ Лівобережної України. Ареал виду простягається на схід до Оренбурга.

## Загрози та охорона
Загрози: повне розорювання цілинного степу, викошування степової рослинності.
Заходи з охорони не розроблені. Треба вивчити особливості біології виду, створити ентомологічні заказники у місцях його перебування. Вид охороняється у складі степового ентомокомплексу в БЗ «Асканія-Нова».